# エイシンサニー
エイシンサニー（欧字名:Eishin Sunny、1987年3月29日 - 2021年2月17日）は、日本の競走馬、繁殖牝馬。
主な勝ち鞍は、1990年の優駿牝馬（オークス）（GI）、報知杯4歳牝馬特別（GII）。中央G1馬における最長寿記録や歴代オークス馬としては2番目に最長寿である記録を保有していると思われる。

## 生涯

### デビューまで
レディアリスは、1956年に生産された牝馬で、イギリスで競走馬として5戦1勝。繁殖牝馬となった後、1962年12月に日本へ輸入された。北海道三石町の本桐牧場に繋養され、産駒には1966年のクイーンカップを勝利したメジロマジョルカ（父:ドゥーテル）、1969年の天皇賞（秋）を勝利したメジロタイヨウ（父:チャイナロック）、1973年の京都新聞杯を勝利したトーヨーチカラ（父:フィダルゴ）などがいた。
1978年11月、北海道浦河町にて、馬主の平井豊光が競走馬生産を行う栄進牧場を開場。17年間本桐牧場に在籍していた名古屋一征が移籍し、牧場長に任命された。名古屋は、修業した本桐牧場で同じ時を過ごしたレディアリスに思い入れがあり、その血を引く牝馬での生産を平井に直訴。平井は、本桐牧場で生産され、三代母（母の母の母）にレディアリスがいる牝の仔を購入した。仔には「エイシンナツコ」と名付けられ、競走馬として中央競馬で26戦3勝。引退後は、栄進牧場で繁殖牝馬となった。エイシンナツコの繁殖初年度は、ブレイヴェストローマンと交配し、1986年に初仔の牡馬を生産。続く2回目の交配では、ミルジョージが選ばれた。1987年3月29日、栄進牧場にて2番仔となる鹿毛の牝馬（後のエイシンサニー）が誕生する。
2番仔は平井が所有し、平井の用いる冠名「エイシン」に「サニー」を組み合わせた「エイシンサニー」という競走馬名が与えられた。平井の所有馬や栄進牧場の生産馬は、平井が懇意にしている調教師がドラフト会議の要領で自ら管理馬を決定しており、エイシンサニーは、指名順が最下位だった栗東トレーニングセンター所属の坂口正則調教師に3巡目で指名された。

### 競走馬時代
3歳である1989年夏、小倉競馬場に遠征。8月12日の新馬戦（芝1000メートル）でデビューし5着。デビュー前から管骨骨膜炎（ソエ）の発症しており、坂口は回避を考えるほどの状態であった。坂口によれば「せっかく連れてきたんだから試しに使ってみよう」ということで小倉で出走させて3連敗となった。その後本州に戻って9月24日、阪神競馬場の未勝利戦（芝1200メートル）で初勝利。それから年越しまで5戦に出走、そのうち11月26日のカトレア賞（400万円以下）では2勝目を挙げた。4歳となった1990年は、1月の紅梅賞（OP）で始動し2着。2月のエルフィンステークス（OP）では3着となった。
続いて陣営は、桜花賞の指定オープン競走であるチューリップ賞（OP）を予定したが、岸が騎手免許更新のための面接を失念して1か月謹慎。そのため謹慎中に行われるチューリップ賞を回避し、謹慎が明けた3月18日、桜花賞のトライアル競走である報知杯4歳牝馬特別（GII）に出走。朝日杯3歳ステークスで牡馬のアイネスフウジンに次ぐ2着となったサクラサエズリが、単勝オッズ1.6倍の1番人気となり、エイシンサニーは15.8倍の6番人気であった。サクラサエズリが先手を主張し、競りかけてきたもう1頭とともに逃げてハイペースとなる中、最後方に待機。最終コーナーから外に持ち出して追い上げた。失速するサクラサエズリら先行勢を差し切り、後方に1馬身4分の3差をつけて入線。重賞初勝利となり、優先出走権を獲得した。それから、桜花賞（GI）に5番人気で出走、中団に位置した。前を行く馬の2頭が、向こう正面と3、4コーナーでそれぞれ落馬により競走を中止。その影響で不利を受けながらの追走となった。直線では外に持ち出して追い上げたが、先行したアグネスフローラに2馬身以上及ばず4着。優駿牝馬の優先出走権を獲得した。
5月20日、優駿牝馬（オークス）（GI）に出走。桜花賞優勝馬のアグネスフローラが単枠指定制度の対象となり、単勝オッズ2.5倍の1番人気の支持。対してエイシンサニーは、12.2倍の5番人気であった。1頭が大逃げを打つ中、後続は一団となり、エイシンサニーは一団の後方であった。第3コーナーからは後続が位置を上げて、逃げ馬とのリードを縮めた。
直線では内外にばらけて追い上げを図り、エイシンサニーは馬群の中央に位置。まず先行した3番人気のケリーバッグと18番人気のイクノディクタス、中団に位置した1番人気のアグネスフローラが大逃げの馬をかわして3頭の先頭を争い、その中から馬群の中央にいたアグネスフローラが抜け出していた。同じ頃、そのアグネスフローラの背後、数馬身後ろにいたエイシンサニーが仕掛けて、アグネスフローラの内側から追い上げを開始。残り100メートルでアグネスフローラに並びかけて2頭の競り合いとなり、エイシンサニーがそれを制した。岸がムチを持つ右手でガッツポーズをしながら、アグネスフローラに4分の3馬身差をつけて入線、GI初勝利となった。また、走破タイム2分26秒1は、1977年にリニアクインが記録した2分28秒1を2秒上回り、レースレコードを樹立した。
その後は、栄進牧場で夏休みを過ごした。秋は、神戸新聞杯（GII）で始動し5着。以降、ローズステークス（GII）から有馬記念（GI）まで4戦するもすべて着外。古馬となった1991年、目黒記念（GII）で10着に敗れ、6連敗となったのを最後に競走馬を引退した。

### 繁殖牝馬時代
引退後は、生まれ故郷の栄進牧場で繁殖牝馬となった。1992年から2007年までに10頭を生産。1998年に生産した6番仔のエイシンハリマオ―（父:トウカイテイオー）は、2003年の愛知杯（GIII）、米子ステークス（OP）、関屋記念（GIII）で2着となっている。10頭の内、初仔のエイシンプリンセス（父:ノーザンテースト）と8番仔のエイシンホリデイ（父:エイシンサンディ）は繁殖牝馬となった。このうち、エイシンプリンセスの孫で、エイシンサニーの曾孫にあたるエーシンブラン（父:スウェプトオーヴァーボード）は2011年の兵庫チャンピオンシップ（JpnII）、2010年のダリア賞（OP）を勝利した。
繁殖牝馬引退後は、功労馬として余生を過ごした。2021年2月17日朝、放牧されていたが、地面の凍結部分に脚をとられて転倒。それ以降立ち上がれず、同日午後に34歳（34歳225日）で死亡した。

## 競走成績
以下の内容は、netkeiba.comおよびJBISサーチに基づく。
| 競走日     | 競馬場 | 競走名                 | 格   | 距離 （馬場） | 頭 数 | 枠 番 | 馬 番 | オッズ （人気） | 着順 | タイム (上り3F/4F) | 着差 | 騎手      | 斤量 [kg] | 1着馬 （2着馬）        | 馬体重 [kg] |
| ---------- | ------ | ---------------------- | ---- | ------------- | ----- | ----- | ----- | --------------- | ---- | ------------------ | ---- | --------- | --------- | ---------------------- | ----------- |
| 1989.08.12 | 小倉   | 3歳新馬                |      | 芝1000m（良） | 14    | 6     | 9     | 008.00（5人）   | 05着 | R1:00.2（36.1）    | -0.8 | 0南井克巳 | 53        | ツルマルベッピン       | 394         |
| 0000.08.26 | 小倉   | 3歳新馬                |      | 芝1000m（良） | 11    | 3     | 3     | 008.20（3人）   | 04着 | R1:00.1（35.7）    | -0.6 | 0南井克巳 | 53        | コスモアイドル         | 398         |
| 0000.09.03 | 小倉   | 3歳新馬                |      | 芝1200m（不） | 12    | 2     | 2     | 011.90（7人）   | 09着 | R1:13.8（38.6）    | -2.0 | 0小池隆生 | 50        | ガロシーザー           | 396         |
| 0000.09.24 | 阪神   | 3歳未勝利              |      | 芝1200m（良） | 11    | 8     | 11    | 012.10（6人）   | 01着 | R1:11.0（46.8）    | -0.2 | 0小池隆生 | 50        | （ホシプロージット）   | 388         |
| 0000.10.21 | 京都   | りんどう賞             | 4下  | 芝1400m（良） | 9     | 5     | 5     | 007.70（4人）   | 05着 | R1:23.7（47.9）    | -0.7 | 0武豊     | 53        | ムーンセレナード       | 400         |
| 0000.11.05 | 京都   | 白菊賞                 | 4下  | 芝1600m（良） | 7     | 5     | 5     | 016.90（6人）   | 04着 | R1:36.6（48.4）    | -0.3 | 0南井克巳 | 53        | オースミロッチ         | 402         |
| 0000.11.26 | 中京   | カトレア賞             | 4下  | 芝1800m（良） | 7     | 3     | 3     | 004.60（3人）   | 01着 | R1:48.8（36.6）    | -0.3 | 0岸滋彦   | 53        | （マキハタグロリー）   | 406         |
| 0000.12.10 | 阪神   | ラジオたんぱ杯3歳牝馬S | GIII | 芝1600m（良） | 11    | 3     | 3     | 008.10（5人）   | 05着 | R1:36.5（49.3）    | -0.7 | 0岸滋彦   | 53        | レガシーワイス         | 410         |
| 0000.12.17 | 中京   | 中京3歳S               | OP   | 芝1800m（良） | 10    | 8     | 9     | 010.90（6人）   | 07着 | R1:49.9（37.0）    | -0.9 | 0松本達也 | 54        | エスアルビヒーロー     | 412         |
| 1990.01.06 | 京都   | 紅梅賞                 | OP   | 芝1200m（良） | 13    | 3     | 3     | 041.00（8人）   | 02着 | R1:10.7（45.8）    | -0.0 | 0岸滋彦   | 53        | コニーストン           | 410         |
| 0000.02.04 | 阪神   | エルフィンS            | OP   | 芝1600m（不） | 10    | 8     | 9     | 013.10（5人）   | 03着 | R1:37.4（48.3）    | -0.4 | 0岸滋彦   | 53        | アグネスフローラ       | 410         |
| 0000.03.18 | 阪神   | 報知杯4歳牝馬特別      | GII  | 芝1400m（良） | 16    | 6     | 11    | 015.80（6人）   | 01着 | R1:23.9（48.5）    | -0.3 | 0岸滋彦   | 54        | （スプライトパッサー） | 410         |
| 0000.04.08 | 阪神   | 桜花賞                 | GI   | 芝1600m（重） | 18    | 7     | 14    | 013.60（5人）   | 04着 | R1:38.5（50.9）    | -1.4 | 0岸滋彦   | 55        | アグネスフローラ       | 412         |
| 0000.05.20 | 東京   | 優駿牝馬               | GI   | 芝2400m（良） | 20    | 7     | 17    | 012.20（5人）   | 01着 | R2:26.1（35.9）    | -0.1 | 0岸滋彦   | 55        | （アグネスフローラ）   | 414         |
| 0000.09.23 | 阪神   | 神戸新聞杯             | GII  | 芝2000m（良） | 12    | 7     | 9     | 005.80（3人）   | 05着 | R2:01.1（36.0）    | -0.8 | 0岸滋彦   | 54        | センターショウカツ     | 412         |
| 0000.10.21 | 京都   | ローズS                | GII  | 芝2000m（良） | 14    | 8     | 14    | 003.70（2人）   | 12着 | R2:02.7（49.1）    | -2.1 | 0河内洋   | 55        | カツノジョオー         | 412         |
| 0000.11.11 | 京都   | エリザベス女王杯       | GI   | 芝2400m（良） | 18    | 5     | 9     | 007.10（3人）   | 07着 | R2:26.5（47.7）    | -1.0 | 0岸滋彦   | 55        | キョウエイタップ       | 412         |
| 0000.12.02 | 京都   | 鳴尾記念               | GII  | 芝2400m（良） | 14    | 6     | 9     | 014.70（7人）   | 07着 | R2:26.5（46.4）    | -0.7 | 0田島良保 | 54        | カチウマホーク         | 416         |
| 0000.12.23 | 中山   | 有馬記念               | GI   | 芝2500m（良） | 16    | 6     | 12    | 133.4（16人）   | 14着 | R2:35.3（35.8）    | -1.1 | 0田島良保 | 53        | オグリキャップ         | 420         |
| 1991.02.17 | 東京   | 目黒記念               | GII  | 芝2500m（稍） | 13    | 4     | 5     | 021.8（10人）   | 10着 | R2:36.4（37.1）    | -1.6 | 0蛯沢誠治 | 54        | カリブソング           | 416         |

- タイム欄のRはレコード勝ちを示す。

## 繁殖牝馬成績

### 産駒一覧
|        | 生年   | 馬名               | 性     | 毛色   | 父                   | 馬主               | 管理調教師                                             | 戦績    | 主な勝利競走 | 供用     | 出典   |
| ------ | ------ | ------------------ | ------ | ------ | -------------------- | ------------------ | ------------------------------------------------------ | ------- | ------------ | -------- | ------ |
| 初仔   | 1992年 | エイシンプリンセス | 牝     | 鹿毛   | ノーザンテースト     | 平井豊光           | 坂口正則（栗東）                                       | 9戦0勝  |              | 繁殖牝馬 | [ 26 ] |
| 2番仔  | 1993年 | エイシンダンシング | 牡     | 黒鹿毛 | ダンシングブレーヴ   | 平井豊光           | 坂口正則（栗東）                                       | 不出走  |              | 抹消     | [ 27 ] |
| 3番仔  | 1994年 | エイシンサニーオー | 牡 →騸 | 黒鹿毛 | サンデーサイレンス   | 平井豊光 →木村郁   | 坂口正則（栗東） →竹内昭利（高知）                     | 29戦2勝 |              | 抹消     | [ 28 ] |
|        | 1995年 | 産駒なし           |        |        | リアルシャダイ       |                    |                                                        |         |              |          | [ 21 ] |
| 4番仔  | 1996年 | エイシンマンノオー | 牡     | 鹿毛   | サクラバクシンオー   | 平井豊光           | 坂口正則（栗東）                                       | 21戦3勝 |              | 抹消     | [ 29 ] |
| 5番仔  | 1997年 | エイシンキンバリー | 牡 →騸 | 鹿毛   | ジェネラス           | 平井豊光 →木村郁   | 坂口正則（栗東） →竹内昭利（高知）                     | 77戦6勝 |              | 抹消     | [ 30 ] |
| 6番仔  | 1998年 | エイシンハリマオー | 牡     | 鹿毛   | トウカイテイオー     | 平井豊光           | 坂口正則（栗東） →伊藤強一（笠松）                     | 46戦5勝 |              | 抹消     | [ 22 ] |
| 7番仔  | 1999年 | エイシンツヨシオー | 牡     | 鹿毛   | エイシンワシントン   | 平井豊光           | 坂口正則（栗東） →伊藤強一（笠松）                     | 37戦3勝 |              | 抹消     | [ 31 ] |
|        | 2000年 | 産駒なし           |        |        | ロドリゴデトリアーノ |                    |                                                        |         |              |          | [ 21 ] |
|        | 2001年 | 産駒なし           |        |        | サクラバクシンオー   |                    |                                                        |         |              |          | [ 21 ] |
| 8番仔  | 2002年 | エイシンホリデイ   | 牝     | 青鹿毛 | エイシンサンディ     | 平井豊光           | 藤原英昭（栗東） →上杉昌宏（大井）                     | 8戦1勝  |              | 繁殖牝馬 | [ 32 ] |
|        | 2003年 | 産駒なし           |        |        | ピルサドスキー       |                    |                                                        |         |              |          | [ 21 ] |
| 9番仔  | 2004年 | エーシンジースーツ | 牡     | 鹿毛   | グラスワンダー       | 平井宏承 →加藤二六 | 坂口正則（栗東） →大垣敏夫（佐賀）                     | 8戦0勝  |              | 抹消     | [ 33 ] |
|        | 2005年 | 産駒なし           |        |        | フォーティナイナー   |                    |                                                        |         |              |          | [ 21 ] |
|        | 2006年 | 産駒なし           |        |        | エイシンプレストン   |                    |                                                        |         |              |          | [ 21 ] |
| 10番仔 | 2007年 | スルスミポイント   | 牡     | 鹿毛   | エイシンプレストン   | 武仲勝             | 久保杉利明（大井） →久保杉隆（大井） →井上孝彦（笠松） | 60戦1勝 |              | 抹消     | [ 34 ] |

## 血統表
| エイシンサニーの血統                   | エイシンサニーの血統                  | エイシンサニーの血統   | （血統表の出典）       | （血統表の出典） |
| 父系                                   | ミルリーフ系                          | ミルリーフ系           | ミルリーフ系           | [ § 2 ]          |
| 父 *ミルジョージ Mill George 1975 鹿毛 | 父の父Mill Reef 1968 鹿毛             | Never Bend             | Nasrullah              | Nasrullah        |
| 父 *ミルジョージ Mill George 1975 鹿毛 | 父の父Mill Reef 1968 鹿毛             | Never Bend             | Lalun                  |                  |
| 父 *ミルジョージ Mill George 1975 鹿毛 | 父の父Mill Reef 1968 鹿毛             | Milan Mill             | Princequillo           | Princequillo     |
| 父 *ミルジョージ Mill George 1975 鹿毛 | 父の父Mill Reef 1968 鹿毛             | Milan Mill             | Virginia Water         |                  |
| 父 *ミルジョージ Mill George 1975 鹿毛 | 父の母Miss Charisma 1967 鹿毛         | Ragusa                 | Ribot                  | Ribot            |
| 父 *ミルジョージ Mill George 1975 鹿毛 | 父の母Miss Charisma 1967 鹿毛         | Ragusa                 | Fantan                 |                  |
| 父 *ミルジョージ Mill George 1975 鹿毛 | 父の母Miss Charisma 1967 鹿毛         | *マタティナ            | Grey Sovereign         | Grey Sovereign   |
| 父 *ミルジョージ Mill George 1975 鹿毛 | 父の母Miss Charisma 1967 鹿毛         | *マタティナ            | Zanzara                |                  |
| 母 エイシンナツコ 1980 鹿毛            | 母の父*ダイアトム Diatome 1962 黒鹿毛 | Sicambre               | Prince Bio             | Prince Bio       |
| 母 エイシンナツコ 1980 鹿毛            | 母の父*ダイアトム Diatome 1962 黒鹿毛 | Sicambre               | Sif                    |                  |
| 母 エイシンナツコ 1980 鹿毛            | 母の父*ダイアトム Diatome 1962 黒鹿毛 | Dictaway               | Honeyway               | Honeyway         |
| 母 エイシンナツコ 1980 鹿毛            | 母の父*ダイアトム Diatome 1962 黒鹿毛 | Dictaway               | Nymphe Dicte           |                  |
| 母 エイシンナツコ 1980 鹿毛            | 母の母ラウンドマザー 1971 栗毛        | *チャイナロック        | Rockefella             | Rockefella       |
| 母 エイシンナツコ 1980 鹿毛            | 母の母ラウンドマザー 1971 栗毛        | *チャイナロック        | May Wong               |                  |
| 母 エイシンナツコ 1980 鹿毛            | 母の母ラウンドマザー 1971 栗毛        | *レディアリス          | Alycidon               | Alycidon         |
| 母 エイシンナツコ 1980 鹿毛            | 母の母ラウンドマザー 1971 栗毛        | *レディアリス          | Pontoon                |                  |
| 母系(F-No.)                            | レディアリス系(FN:3-f)                | レディアリス系(FN:3-f) | レディアリス系(FN:3-f) | [ § 3 ]          |
| 5代内の近親交配                        | Nasrullah=4×5                         | Nasrullah=4×5          | Nasrullah=4×5          | [ § 4 ]          |
| 出典                                   | 1. 2. 3. 4.                           | 1. 2. 3. 4.            | 1. 2. 3. 4.            | 1. 2. 3. 4.      |